# John Abraham
John Abraham (Bombay, India; 17 de diciembre de 1972) es un actor y cantante indio, conocido por su papel en varias películas de Bollywood, entre las que destacan  Dhoom (2004), Agua (2005), El lado oscuro del deseo (2005), Dostana (2008) y Pathaan (2023) 

## Biografía
Nació en Bombay, India, el 17 de diciembre de 1972. John Abraham es uno de los modelos masculinos más exitosos de la India. Su padre es un cristiano de Aluva, Kerala, y su madre es una zoroástrica Parsi. De inicios católicos, su padre añadió el nombre de Abraham a su hijo John como una señal de respeto al primer patriarca y progenitor del pueblo hebreo en la Biblia. 
Su aspecto revolucionario, cuerpo macho, sonrisa inocente, y carácter agradable le hizo ser el supermodelo mejor pagado en la India. Realizó su debut en el cine en 2003. Su primer éxito llegó en el año 2004, cuando desempeñó el antihéroe Kabir en Dhoom (2004). Durante su carrera compartió papeles protagónicos con reconocidas estrellas del cine indio como Chitrangada Singh, Deepika Padukone y Akshay Kumar, entre muchos otros.

## Trivia
- Supermodelo indio.
- Su voz fue doblada por otro actor en su primera película Jism (2003).
- Es vegetariano.
- Tuvo una relación para 10 años con la modelo-actriz Bipasha Basu y en 2010 cortaron.
- Rechazó el papel de Rohan en Nazar (2005).

## Filmografía
- Pathaan (2023)
- Batla House (2019)
- Romeo Akbar Walter (2019)
- Satyameva Jayate (2018)
- Rocky Handsome (2016)
- Force 2 (2016)
- Dishoom (2016)
- Madra café (2013)
- Force (2011)
- Desi Boyz (2011)
- Aashayein (Hopes)(2010)
- New York (2009)
- Dostana (2008)
- Little Zizou (2008)
- Dhan Dhana Dhan Goal (2007)
- No Smoking (2007)
- Hattrick (2007)
- Salaam-E-Ishq (2007)
- Is Pyaar Ko Kya Naam Doon (2007)
- Baabul (2006)
- Kabul Express (2006)
- Kabhi Alvida Naa Kehna (2006)
- Taxi No. 9 2 11 (2006)
- Zinda (2006)
- Shikhar (2005)
- Garam Masala (2005)
- Agua (2005)
- Viruddh... Family Comes First (2005)
- Kaal (2005)
- Karam (2005)
- Elaan (2005)
- Madhoshi (2004)
- Dhoom (2004)
- Aetbaar (2004)
- Lakeer - Forbidden Lines (2004)
- Paap (2003)
- Saaya (2003)
- Jism (2003)